# Presidents' Trophy

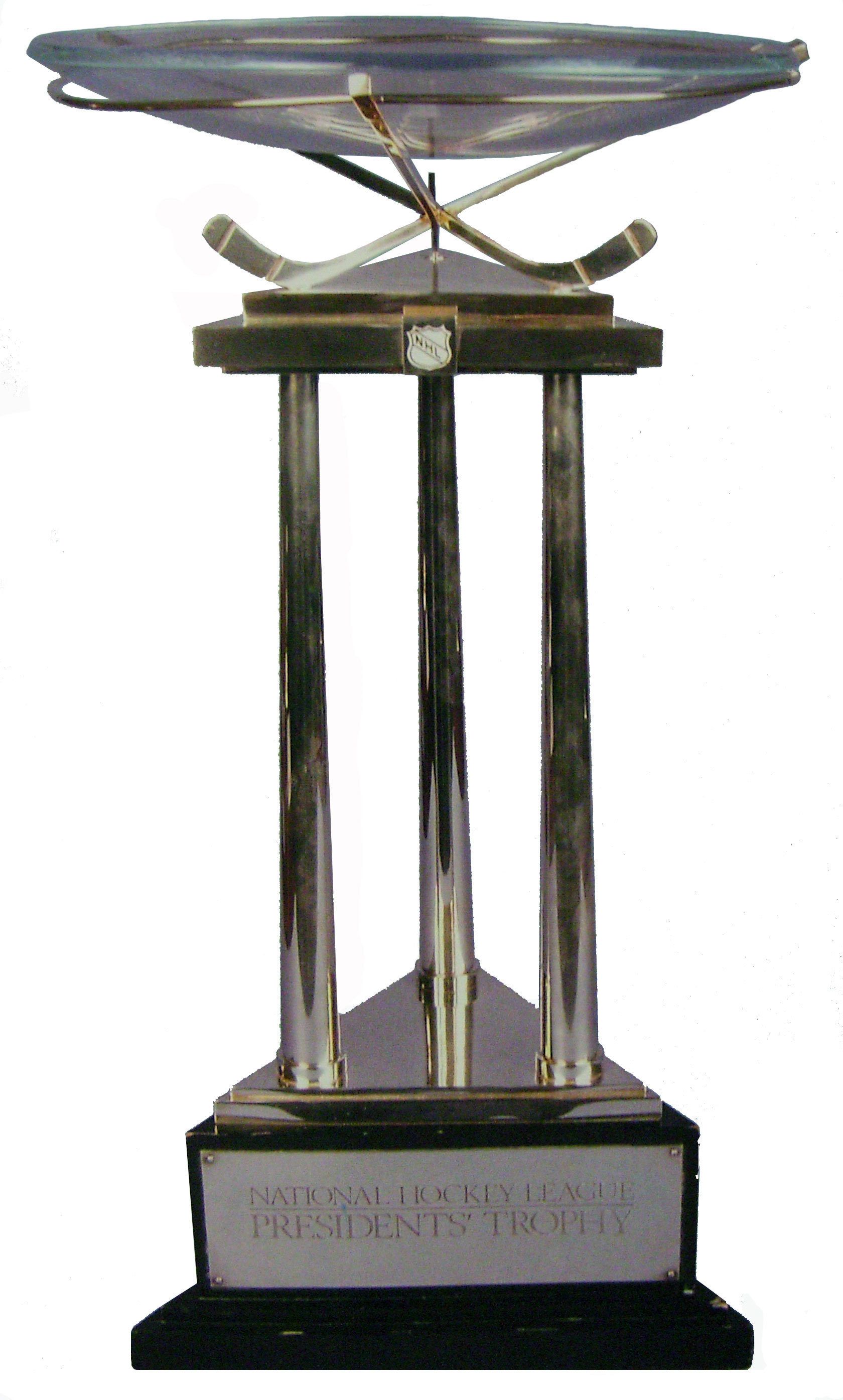
Presidents' Trophy

Presidents' Trophy (Prezidentská trofej) je nejmladší z klubových trofejí NHL, jejímž vítězem se od roku 1986 stává vždy nejlepší klub základní části. Proto je také výčet dosavadních vítězů ze všech kolektivních trofejí nejkratší.

## Přehled
| Presidents' Trophy - vítězné týmy základní části |       |                                                                   |
| Tým                                              | Počet | Roky                                                              |
| Detroit Red Wings                                | 6     | 1994/1995 , 1995/1996, 2001/2002, 2003/2004, 2005/2006, 2007/2008 |
| Boston Bruins                                    | 4     | 1989/1990, 2013/2014, 2019/2020, 2022/2023                        |
| New York Rangers                                 | 4     | 1991/1992, 1993/1994, 2014/2015, 2023/2024                        |
| Washington Capitals                              | 3     | 2009/2010, 2015/2016, 2016/2017                                   |
| Colorado Avalanche                               | 3     | 1996/1997, 2000/2001, 2020/2021                                   |
| Edmonton Oilers                                  | 2     | 1985/1986, 1986/1987                                              |
| Calgary Flames                                   | 2     | 1987/1988, 1988/1989                                              |
| Dallas Stars                                     | 2     | 1997/1998, 1998/1999                                              |
| Vancouver Canucks                                | 2     | 2010/2011, 2011/2012                                              |
| Chicago Blackhawks                               | 2     | 1990/1991, 2012/2013                                              |
| Buffalo Sabres                                   | 1     | 2006/2007                                                         |
| Ottawa Senators                                  | 1     | 2002/2003                                                         |
| Pittsburgh Penguins                              | 1     | 1992/1993                                                         |
| St. Louis Blues                                  | 1     | 1999/2000                                                         |
| San Jose Sharks                                  | 1     | 2008/2009                                                         |
| Nashville Predators                              | 1     | 2017/2018                                                         |
| Tampa Bay Lightning                              | 1     | 2018/2019                                                         |
| Florida Panthers                                 | 1     | 2021/2022                                                         |
| Winnipeg Jets                                    | 1     | 2024/2025                                                         |

## Vítězové
| Sezóna    | Tým                  | Počet bodů                                                                   |
| --------- | -------------------- | ---------------------------------------------------------------------------- |
| 1985/1986 | Edmonton Oilers      | 119 bodů – 80 zápasů                                                         |
| 1986/1987 | Edmonton Oilers      | 106 bodů – 80 zápasů                                                         |
| 1987/1988 | Calgary Flames       | 103 bodů – 80 zápasů                                                         |
| 1988/1989 | Calgary Flames       | 117 bodů – 80 zápasů                                                         |
| 1989/1990 | Boston Bruins        | 101 bodů – 80 zápasů                                                         |
| 1990/1991 | Chicago Blackhawks   | 106 bodů – 80 zápasů                                                         |
| 1991/1992 | New York Rangers     | 105 bodů – 80 zápasů                                                         |
| 1992/1993 | Pittsburgh Penguins  | 119 bodů – 84 zápasů                                                         |
| 1993/1994 | New York Rangers     | 112 bodů – 84 zápasů                                                         |
| 1994/1995 | Detroit Red Wings    | 70 bodů – 48 zápasů                                                          |
| 1995/1996 | Detroit Red Wings    | 131 bodů – 82 zápasů                                                         |
| 1996/1997 | Colorado Avalanche   | 107 bodů – 82 zápasů                                                         |
| 1997/1998 | Dallas Stars         | 109 bodů – 82 zápasů                                                         |
| 1998/1999 | Dallas Stars         | 114 bodů – 82 zápasů                                                         |
| 1999/2000 | St. Louis Blues      | 114 bodů – 82 zápasů                                                         |
| 2000/2001 | Colorado Avalanche   | 118 bodů – 82 zápasů                                                         |
| 2001/2002 | Detroit Red Wings    | 116 bodů – 82 zápasů                                                         |
| 2002/2003 | Ottawa Senators      | 113 bodů – 82 zápasů                                                         |
| 2003/2004 | Detroit Red Wings    | 109 bodů – 82 zápasů                                                         |
| 2004/2005 | Neudělena pro stávku |                                                                              |
| 2005/2006 | Detroit Red Wings    | 124 bodů – 82 zápasů                                                         |
| 2006/2007 | Buffalo Sabres       | 113 bodů – 82 zápasů                                                         |
| 2007/2008 | Detroit Red Wings    | 115 bodů – 82 zápasů                                                         |
| 2008/2009 | San Jose Sharks      | 117 bodů – 82 zápasů                                                         |
| 2009/2010 | Washington Capitals  | 121 bodů – 82 zápasů                                                         |
| 2010/2011 | Vancouver Canucks    | 117 bodů – 82 zápasů                                                         |
| 2011/2012 | Vancouver Canucks    | 111 bodů – 82 zápasů                                                         |
| 2012/2013 | Chicago Blackhawks   | 77 bodů – 48 zápasů                                                          |
| 2013/2014 | Boston Bruins        | 117 bodů – 82 zápasů                                                         |
| 2014/2015 | New York Rangers     | 113 bodů – 82 zápasů                                                         |
| 2015/2016 | Washington Capitals  | 120 bodů – 82 zápasů                                                         |
| 2016/2017 | Washington Capitals  | 118 bodů – 82 zápasů                                                         |
| 2017/2018 | Nashville Predators  | 117 bodů – 82 zápasů                                                         |
| 2018/2019 | Tampa Bay Lightning  | 128 bodů – 82 zápasů                                                         |
| 2019/2020 | Boston Bruins        | 100 bodů – 70 zápasů (základní část nebyla dohrána kvůli pandemie covidu-19) |
| 2020/2021 | Colorado Avalanche   | 82 bodů – 56 zápasů                                                          |
| 2021/2022 | Florida Panthers     | 122 bodů – 81 zápasů                                                         |
| 2022/2023 | Boston Bruins        | 135 bodů – 82 zápasů                                                         |
| 2023/2024 | New York Rangers     | 114 bodů – 82 zápasů                                                         |
| 2024/2025 | Winnipeg Jets        | 116 bodů – 82 zápasů                                                         |